# Hybridmarskgräs
Hybridmarskgräs (Spartina × townsendii) är en gräsart som beskrevs av Henry Groves och James Groves. Hybridmarskgräs ingår i släktet marskgräs, och familjen gräs. Arten har ej påträffats i Sverige.